# Єкатериновка (Бариський район)
Єкатериновка (рос. Екатериновка) — присілок в Бариському районі Ульяновської області Російської Федерації.
Населення становить 71 особу. Входить до складу муніципального утворення Полівановське сільське поселення.

## Історія
Від 2004 року входить до складу муніципального утворення Полівановське сільське поселення.

## Населення
| 2010 |
| ---- |
| 71   |